# Tre Sorelle (isole)
Le Tre Sorelle (in croato Tri Sestrice) sono tre isolotti della Dalmazia settentrionale, in Croazia, situati a nord-ovest di Zara. Fanno parte dell'arcipelago zaratino. Amministrativamente appartengono al comune di Oltre, nella regione zaratina.

## Geografia
Gli isolotti, unitamente all'isola di Rivagno che si trova a sud-est, delimitano a nord-est il canale di Rivagno o di Raviane (Rivanjski kanal) e si trovano su una linea parallela all'isola di Sestrugno. A nord-est si affacciano sul mare di Puntadura (Virsko more) e a est sul canale di Zara (Zadarski kanal).
- Sorella Grande[2] (Velika Sestrica), a circa 1 km dalla costa di Sestrugno, è l'isolotto maggiore. Lungo 750 m e largo 290 m[1], ha una superficie di 0,187 km²[11], lo sviluppo costiero è di 1,85 km[11] e l'altezza di 16 m[1].

A nord-ovest di Sorella Grande, a 640 m, si trova la secca Metla (plićak Metla) segnalata da una torre cilindrica costruita su una roccia sottomarina (2 m sotto il livello del mare)
44°11′29.43″N 14°58′47.26″E.
- Sorella di Mezzo[2] (Srednja Sestrica), circa 560 m[1] a sud-est di Sorella Grande, dista da Rivagno circa 1,4 km[1] e si trova a nord di valle Chervalin[3][13] (uvala Hrvatin). Di forma allungata, ha circa 700 m[1] di lunghezza, una superficie di 0,105 km²[11], una costa lunga 1,63 km[11] e un'altezza di 18 m[1] 44°10′36″N 15°00′02″E.
- Sorella Piccola[2] (Mala Sestrica), circa 560 m a sud-est della precedente, si trova 1 km a ovest dalla punta settentrionale di Rivagno, punta Trogari[8] o Tragherich[6] (rt Trogrić). Ha una superficie di 0,034 km²[11]; la sua costa è lunga 0,73 km[11] e l'altezza è di 13 m[1]; sulla punta nord-est dell'isolotto c'è un faro[14] 44°10′16″N 15°00′39″E.

### Cartografia
- (HR) Mappa topografica della Croazia 1:25000, su preglednik.arkod.hr. URL consultato il 19 giugno 2017.
- G. Giani, Carta prospettiva delle Comuni censuarie della Dalmazia, foglio 2, 1839. Fondo Miscellanea cartografica catastale, Archivio di Stato di Trieste.
- Carta di cabottaggio del mare Adriatico, foglio V, Milano, Istituto geografico militare, 1822-1824. URL consultato il 12 aprile 2017 (archiviato dall'url originale il 23 agosto 2021).
- Carta di cabottaggio del mare Adriatico, foglio VII, Milano, Istituto geografico militare, 1822-1824. URL consultato il 12 aprile 2017 (archiviato dall'url originale il 13 aprile 2013).